# 바르톨로메섬

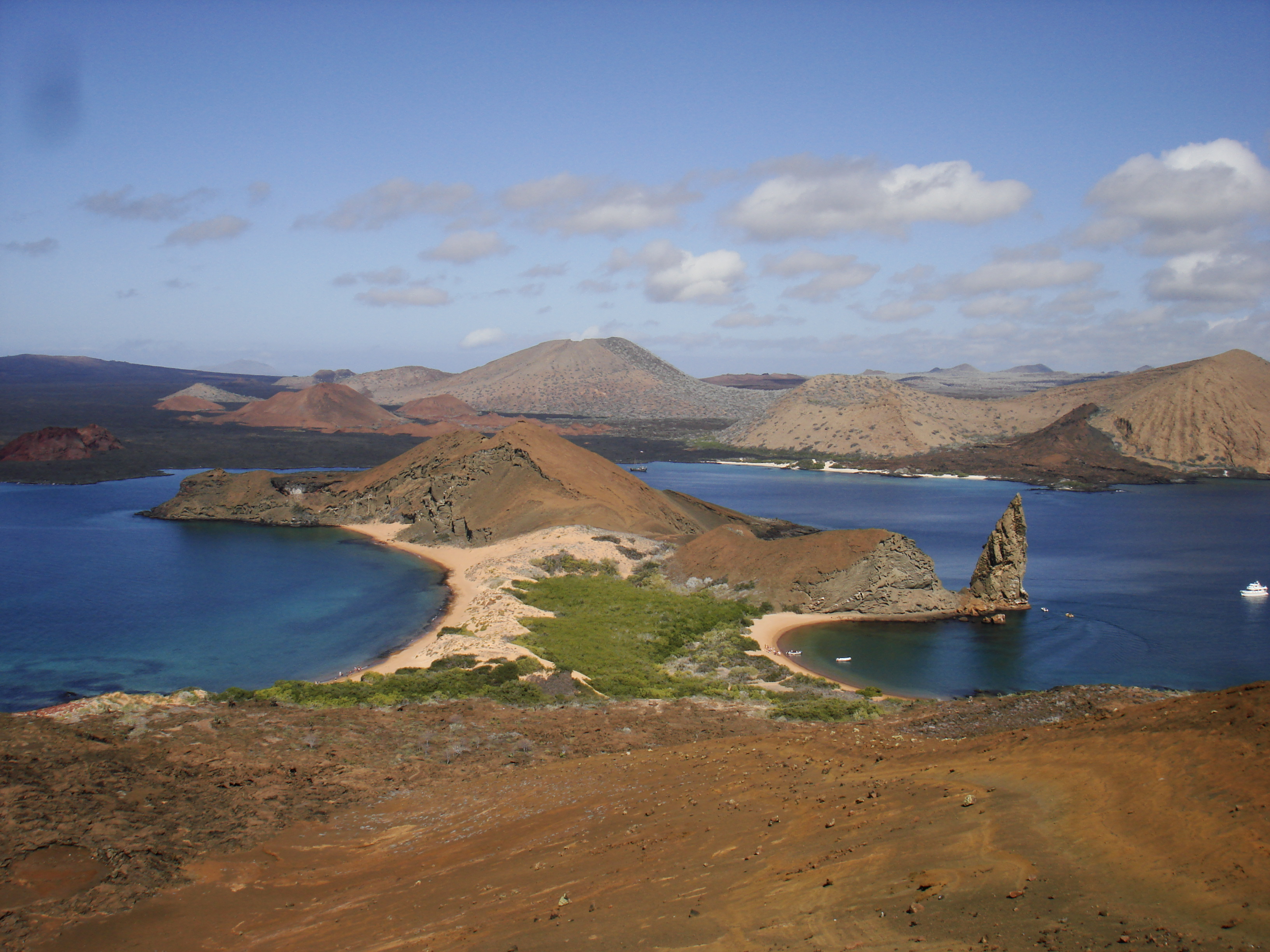
바르톨로메 섬에서 본 갈라파고스 제도

바르톨로메섬(영어: Bartolomé Island, 스페인어: Isla Bartolomé)은 갈라파고스 제도에 있는 작은 화산섬이다. 산티아고 섬 해안에서 동쪽으로 약간 떨어진 작은 화산섬으로, 갈라파고스 군도에서 발생시간이 가장 최근인 섬 중의 하나이다. 이 섬과 산티아고 섬에 있는 설리반 만은 박물학자이자 찰스 다윈의 평생지기인 바르톨로뮤 제임스 설리반 경(Sir Bartholomew James Sulivan)의 이름을 따서 지었으며, 그는 비글호에 탑승한 장교였다.

## 개요

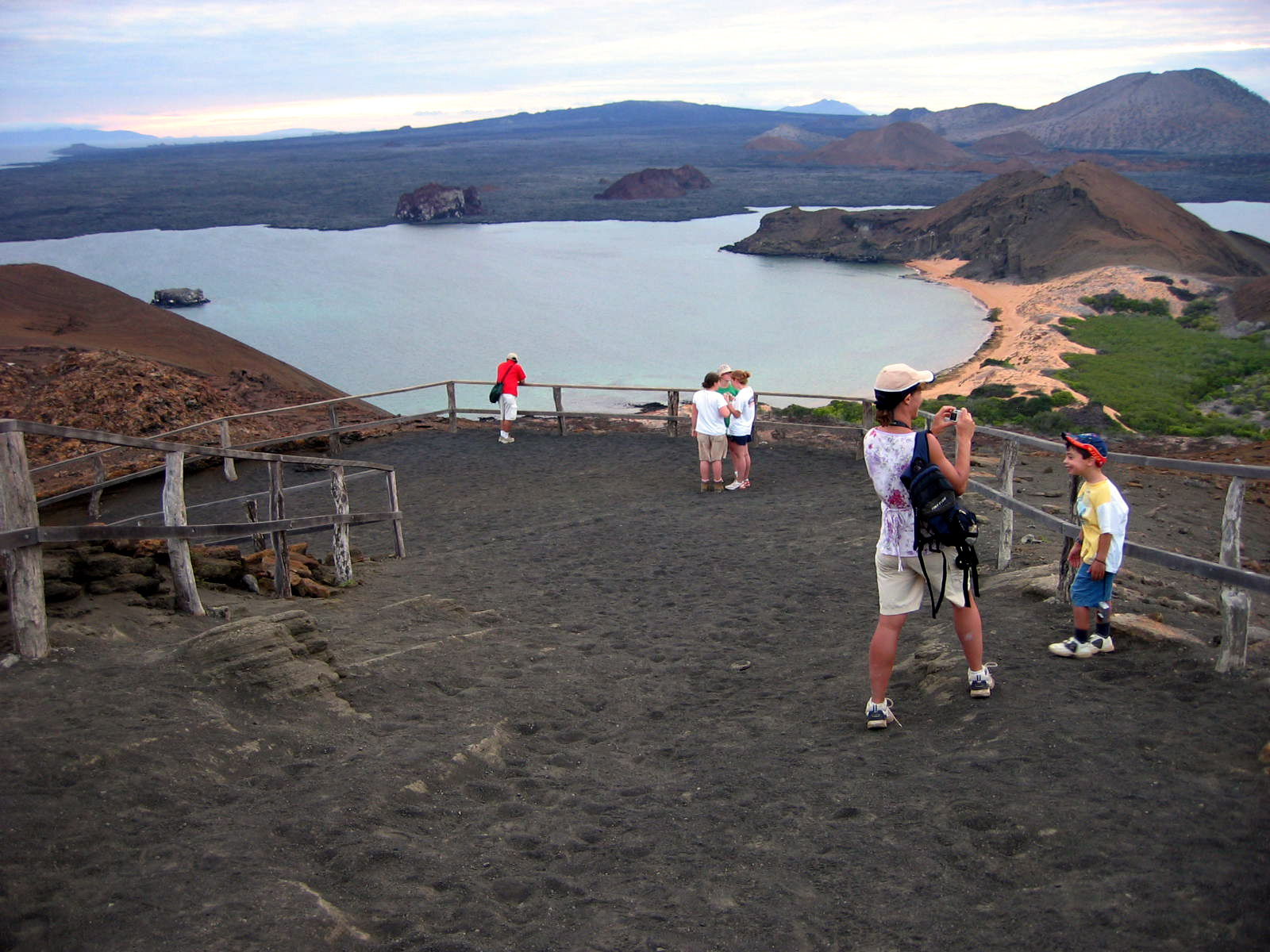
피너클 락 풍경

전체 면적은 1.2 km2 밖에 되지 않지만, 군도에서도 가장 아름다운 풍경을 볼 수 있는 곳이다. 이 섬은 휴화산과 화산 형성 때 남긴 다양한 붉은색, 오렌지색, 초록색 반짝이는 검은 물질로 구성되어 있다.
바르톨로메는 오르기 쉬운 화산을 가지고 있고, 다채로운 정경을 선사한다. 바르톨로메는 피너클 락(Pinnacle Rock)으로도 유명한데, 이것은 이 섬의 특징적인 캐릭터로 갈라파고스를 대표하는 랜드마크 중 하나이다.
인기있는 방문지로는 두 곳이 있다. 하나는 피너클 락 주변에서 수영이나 스노클링을 할 수 있다. 이곳의 해저는 정말 인상적이라고 할 수 있으며, 스노클링을 하면서 펭귄과 바다거북, 화이트팁 리프 샤크, 그리고 다른 열대어를 관찰할 수 있다. 이 만은 또한 수영하기에도 훌륭한 곳이다. 이 두 쌍둥이 만은 좁은 지협으로 분리되어 있다.
갈라파고스 펭귄은 가장 흔한 볼거리이며, 파너클 락 뒤의 작은 동굴집이 보금자리이다. 계절적으로 바르톨로메는 초록거북이의 짝짓기와 거주를 하는 보금자리이다. 왜가리는 좀 더 부드러운 해변을 이용한다. 갈라파고스 용암선인장은 새로운 용암 들판을 보금자리로 삼는다.